# Adalbero, Koroški vojvoda
Adalbero Eppensteinski (* ~ 980; † 28. november 1039 v Ebersbergu na Južnem Bavarskem je bil Mejni grof Koroške marke (ca. 1000–1011) nato pa vojvoda Koroške in Mejne grofije Verona (1011/1012–1035).

## Življenje in njegovo delo
Adalbero izhaja iz rodbine Eppensteincev, ki so imeli posesti v dolini Enna in dolini Mure. Bil je sin Markvarda III. in Hadmud iz Ebersberga, hčerke grofa Adalbera. S poroko z Beatriks († po 1025), hčerjo Hermana II. Švabskega iz družine Konradincev, je postal svak cesarja Konrada II.. Beatriks je bila sestra cesarice Gisele, druga sestra Matilda pa je bila žena Konrada I., ki je bil do leta 1011 Koroški vojvoda.  
Kot nasledniku svojega očeta Markwarda mu je bila zaupana Mejna grofija Karantanska. Poleg tega je bil grof v dolini Ennsa in v Judenburgu (grof v Eppensteinu). Posesti je imel v grofiji Murztal. Cesar Henrik II. mu je podelil leta 1012 vojvodstvo na Koroškem in Mejno grofijo Verono s Furlanijo/Kranjsko ter Trento. Vendar si je te naslove in posesti lastila družina Salijcev, ki so od takrat v sovražnem odnosu z Eppensteinci. Adalbero je prav tako prevzel grofijo Gorica in odvetništvo nad Oglejskim patriarhatom. Potem ko je leta 1012 pridobil Kranjsko, je leta 1025 pridobil še Savinjsko marko ali Slovensko marko ob Savinji, ki je bila izdvojena iz vojvodine Koroške. 
Leta 1019 je bil Adalbero v sporu glede dedovanja po svojem tastu Konradu Starejšem z njim zvezanim Salijcem Konradom Mlajšim, ki ga je premagal pri Ulmu ob podpori bratranca prihodnjega cesarja Konrada II.. Po izvolitvi Salijca za cesarja so se odnosi izboljšali. Adalbero se je moral umakniti iz Švabske. Med letoma 1003 in 1025 je bil na Koroškem ustanovljen prvi samostan, Samostan Sv. Jurija na Dolgem jezeru, kateremu je bil prvi advokat Adalbero. Leta 1027 je spremljal cesarja in se v Aachnu udeležil kronanja Henrika III. ter v septembru tega leta deloval na sinodi v Frankfurtu kot nosilec meča cesarja. Tega leta se je v virih prvič ponovno pojavil, in iz njih izhaja, da je živel na cesarskem dvoru. 
V virih zaznamo, da je prišlo v maju 1035 do preloma med Adalberom in cesarjem Konradom II. Razlogi in ozadja niso pojasnjena, viri navajajo obtožbe veleizdaje. Leta 1035 je Adalbero v Bambergu izgubil vse urade in fevde, knežje sodišče mu je izreklo kazen izgona, skupaj s sinovoma. Karantanska marka je bila začasno podeljena grofu Arnoldu von Wels-Lambachu, Koroška vojvodina pa je bila 2. februarja 1036 podeljena Konradu mlajšemu. Adalbero pa je leta 1036 poskušal s svojimi nasprotniki na Koroškem obračunati na bojnem polju. Iz maščevanja je umoril cesarju zvestega mejnega grofa Viljema Breže-Selškega, gospodarja Savinjske marke in moža Svete Eme Krške. Nato se je zatekel v Ebersberg/Eresburg, na družinsko posest njegove matere, od koder je odšel v izgnanstvo. Vrnil se je šele po smrti Konrada II., vendar mu Henrik III. ni povrnil njegovih starih dostojanstev. Zadnje počivališče je našel v samostanu Geisenfeld.

## Žena in otroci
Adalbero je bil poročen z Beatrico († po letu 1025), hčerko vojvode Hermana II. Švabskega, s katero je imel tri otroke:
- Markvart IV. Eppenštajnski († 1076), Koroški vojvoda od 1073 do 1076; istrski mejni grof ∞ Liutbirg, hčerko grofa Liutpolda iz Plainburg njun sin je Leopold I. Štajerski;
- Adalbero († 1057), škof Bamberški od 1053;
- Willibirg (?), žena Otokarja I. Štajerskega.

Njegova bogata alodialna posestva so ostala njegovemu sinu Markvartu in bila osnova za ponoven dvig rodbine.